# 埃及的切爾克斯人
切爾克斯人，是高加索西北部的民族，但在埃及有悠久歷史，並在國家的政治和軍事生活中享有重要地位。
切爾克斯人最早在1297年來到埃及當馬木留克，在14世紀時他們創建布爾吉王朝，在1382年-1517年有20位切爾克斯蘇丹即位。在1517年埃及成為奧斯曼帝國一省至1952年埃及七月革命前，切爾克斯人也是埃及的精英階級。
他們來到埃及後多皈依伊斯蘭教並接受軍事訓練。
不只是政治和軍事，在1952年前在埃及的文化和知性生活切爾克斯人也有重要位置，在埃及電影業黃金時代，多數男女演員也是切爾克斯人。
同時他們也控制埃及商業的命脈。